# Murraysburg
Murraysburg è una cittadina sudafricana situata nella municipalità distrettuale di Central Karoo nella provincia del Capo Occidentale.

## Geografia fisica
Il piccolo centro abitato sorge nel Karoo a circa 120 chilometri a mord-est di Beaufort West.

## Storia
Murraysburg venne fondata nel 1856 laddove sorgeva una fattoria chiamata Eenzaamheid ("solitudine" in olandese) e divenne una municipalità nel luglio 1883.